# Samling för kongolesisk demokrati
Samling för kongolesisk demokrati, le Rassemblement congolais pour la démocratie (RCD), är en beväpnad grupp i Kongo-Kinshasa som deltagit i andra Kongokriget. 
Gruppen kallades ofta RCD-Goma efter den stad i östra Kongo där dess högkvarter ligger, för att särskilja rörelsen från olika utbrytargrupper.

## Bakgrund
1997 installerades Laurent-Désiré Kabila som kongolesisk president efter AFDL:s seger i första Kongokriget. De etniska spänningarna i östra Kongo upphörde dock inte. Tusentals rwandiska huturebeller och ADFL-myterister från deras broderfolk banyamulenge fortsatte sin gerillakrigföring i provinserna Norra och Södra Kivu. Med stöd av regeringarna i Uganda och Rwanda bildade dessa grupper i början av augusti 1998 RCD och under ledning av Ernest Wamba dia Wamba intog man staden Goma och startade ett uppror mot centralregeringen i Kinshasa, vilket blev starten på andra Kongokriget.

## Splittring
Kabila lyckades dock, med stöd av bland annat Angola och Zimbabwe, stoppa upprorsstyrkornas frammarsch samtidigt som gamla anhängare till Mobutu Sese Seko och flera utländska dissidenter anslöt sig till RCD.
Splittringstendenser började snart göra sig gällande inom rörelsen i takt med att Rwanda och Uganda var för sig försökte tillförsäkra sig kontroll över RCD och dess värdefulla mineraltillgångar.
Motsättningar mellan den förre mobutuanhängaren Lunda Bululu och Wamba dia Wamba ledde till att den sistnämnde i maj 1999 bröt sig ur RCD och, uppbackad av Uganda, bildade en egen motståndsgrupp i staden Kisangani, känd som RCD-Kisangani (RCD-K) eller RCD-Wamba.
Emile Ilunga tog då över ledarskapet för RCD (ofta kallat RCD-Goma) som fick stöd av regimen i Rwanda.
De båda RCD-grupperna och deras respektive utländska stödtrupper drabbade samman i Kisangani. Den ugandiska armén besegrades och Wamba flydde till Bunia, där hans egen organisation splittrades. Mbusa Nyamwisi sparkade Wamba och bytte namn på RCD-K till RCD-Befrielserörelsen (RCD-ML). Roger Lumbala bröt sig i sin tur ur RCD-ML och bildade RCD-National (RCD-N). 
RCD-ML höll Ituri och norra delen av Norra Kivu med hjälp av några ugandiska generaler, medan RCD-Goma kontrollerade Maniema, norra Katanga, Södra Kivu, södra delen av Norra Kivu, västra Kasai och Kisangani.
År 2000 tog Adolphe Onusumba över som ledare av RCD-Goma efter Ilunga. I november samma år vann han en viktig seger mot Kabilas trupper vid Pweto. 
Kin-Kiey Mulumba bröt sig ur RCD-Goma i juni 2002 och bildade RCD-Congo.

## Andra utbrytargrupper
- Det äkta RCD (RCD-A)
- Det ursprungliga RCD (RCD-O)